# KK Zlatorog Laško
El Košarkarski klub Zlatorog Laško es un equipo de baloncesto esloveno que compite en la 1. A slovenska košarkarska liga, la primera división del país. Tiene su sede en la ciudad de Laško. Disputa sus partidos en el Dvorana Tri lilije, con capacidad para 2500 espectadores.

## Historia
El club se fundó en 1969 con la denominación KK Laško, cambiando en 1972 por KK Zlatorog Laško. En 1994 pasó a llamarse KK Pivovarna Laško, para recuperar su actual denominación en 2007. En 1993 ascendió a la segunda división eslovena, y dos años más tarde, a la A1 SKL. Ha sido finalista en la liga en tres ocasiones, la última de ellas en 2004, cayendo derrotado por el Union Olimpija por 3-0.

## Posiciones en liga
- 1993 (4-D2E)
- 1994 (1-D2)
- 1995 (3-A2)
- 1996 (2-A2)
- 1997 (3)
- 1998 (3)
- 1999 (2)
- 2000 (2)
- 2001 (4)
- 2002 (3)
- 2003 (3)
- 2004 (2)
- 2005 (3)
- 2006 (5)
- 2007 (4)
- 2008 (4)
- 2009 (4)
- 2010 (7)
- 2011 (4)
- 2012 (4)
- 2013 (4)

## Posiciones Liga Adriática
- 2002 (4)
- 2003 (8)
- 2004 (6)
- 2005 (9)
- 2006 (14)
- 2012 (14)

### Plantilla 2013-2014
| N.º | Nombre        | Nacionalidad         | Puesto  |
| --- | ------------- | -------------------- | ------- |
| 4   | Jan Mlakar    | Bandera de Eslovenia | Alero   |
| 11  | Matic Maček   | Bandera de Eslovenia | Base    |
| 12  | Žiga Dimec    | Bandera de Eslovenia | Pívot   |
| 13  | Miha Lapornik | Bandera de Eslovenia | Escolta |

## Palmarés
- Liga Eslovena
  - Subcampeón (3): 1999, 2000, 2004
  - Segundo Liga Regular (1): 2005
  - Semifinales (8): 2003, 2005, 2007, 2008, 2009, 2011, 2012, 2013

- Copa de Eslovenia
  - Campeón (1): 2004
  - Subcampeón (6): 1998, 1999, 2000, 2005, 2006, 2010
  - Semifinales (5): 2002, 2003, 2009, 2011, 2012

- Alpe Adria Cup
  - Campeón (1): 2018
- Liga del Adriático
  - Semifinales (1): 2002

- Copa Korac
  - Semifinales (1): 2002

- Supercopa de baloncesto de Eslovenia
  - Subcampeón (2): 2004, 2005

## Jugadores Célebres
- Sani Bečirovič
- Saša Dončić
- Ervin Dragšič
- Slavko Duščak
- Gregor Hafnar
- Nebojša Joksimović
- Goran Jurak
- Aleš Kunc
- Boštjan Nachbar
- Smiljan Pavič
- Hasan Rizvić
- Matjaž Tovornik
- Samo Udrih
- Ermal Kuqo
- Rašid Mahalbašić
- Samir Lerić
- Elvir Ovčina
- Robert Troha
- Radek Nečas
- Ori Ichaki
- Dragan Dojčin
- Miljan Goljović
- Mileta Lisica
- Lance Harris
- Chester Mason